# Gråkindad parakit
Gråkindad parakit (Brotogeris pyrrhoptera) är en utrotningshotad papegojfågel.

## Utseende och läten
Gråkindad parakit är en 20 cm lång och huvudsakligen grön parakit med blåaktig hjässa, ljusgrå kinder, blåaktiga handpennetäckare och orangefärgade undre vingtäckare. Ungfågeln har grön hjässa. Den relativt stora näbben är ljus. I flykten hörs ett drillande "stleeet stleeet", på sittplats mer gnisslande "stteeet stteeet".

## Utbredning och status
Fågeln förekommer i västra Ecuador och allra nordvästligaste Peru. Den behandlas som monotypisk, det vill säga att den inte delas in i några underarter.

## Status och hot
Rostmaskpapegojan har en liten världspopulation bestående av uppskattningsvis endast 2 500–10 000 vuxna individer. Den tros också minska i antal till följd av habitatförlust. Fågeln är därför upptagen på internationella naturvårdsunionen IUCN:s röda lista över hotade arter, kategoriserad som sårbar (VU).